# Otto Møller Jensen
Otto Møller Jensen, né le 31 juillet 1940 à Copenhague et décédé le 12 mars 1996, était un enfant acteur danois. Il est principalement connu pour son rôle dans la série Far til fire (en), dans les années 1950 et 1960.

## Filmographie
- 1953 : Fløjtespilleren (en)
- 1953 : Far til fire (en)
- 1954 : Arvingen (en)
- 1954 : Far til fire i sneen (en)
- 1955 : Far til fire på landet (en)
- 1956 : Far til fire i byen (en)
- 1957 : Far til fire og onkel Sofus (en)
- 1958 : Far til fire og ulveungerne (en)
- 1959 : Far til fire på Bornholm (en)
- 1961 : Far til fire med fuld musik (en)